# Antonio Cericola
Antonio Cericola (Atessa, 8 febbraio 1970) è un compositore e direttore d'orchestra italiano.

## Biografia
Nel 2001 compone la fantasia per orchestra sinfonica Dimensioni commissionatagli dall'Orchestra da camera Giuseppe Tartini della provincia di Latina in occasione della tournée in Venezuela e Brasile del con l'alto patrocinio della Presidenza del Senato della Repubblica e dell'Ambasciata Venezuelana.
È fondatore e direttore dell'Orchestra Sinfonica Europea Ars Musica con la quale ha partecipato al tour 2003 di Claudio Baglioni.
Per i coreografi Robert North e Paolo Londi compone nel 2003 il balletto Dedalo presentato da Maria Teresa Ruta.
In occasione della Celebrazione di S.S. Giovanni Paolo II per la Beatificazione di Madre Eugenia Ravasco trasmessa il 27 aprile 2003 in mondovisione sono stati eseguiti il suo Alleluia e O quam amabilis.
Invitato nel 2003 al Festival Internazionale di Castelfidardo dal fisarmonicista Renzo Ruggieri, ha orchestrato il Rondò capriccioso di Vladislav Zolotariov (prima esecuzione mondiale) e diretto i Tres tangos di Astor Piazzolla (prima esecuzione nazionale).
Docente di Direzione di Coro ai corsi di perfezionamento dell'Accademia Musicale Pescarese (dal 1999 al 2003) e di Direzione di Coro e Orchestra nell'ambito dei corsi internazionali dell'Estate Musicale Frentana di Lanciano (anno 2001). Negli anni 2000 e 2001 è stato direttore del Coro del Teatro Marrucino di Chieti collaborando con l'Accademia Chigiana di Siena alla coproduzione della Cenerentola di Rossini con la regia di Gianluigi Gelmetti ed alla prima esecuzione dell'opera Anno Domini 2000 di Franco Mannino.
È stato invitato in occasione delle Olimpiadi 2004 in Grecia ad inaugurare con la sua opera Le avventure di Pinocchio la stagione lirica del Festival Internazionale di Atene in cartellone con i Berliner Philharmoniker, Luciano Pavarotti, i Wiener Philharmoniker, la London Symphony Orchestra.
Per la ballerina Simona Atzori compone le musiche del balletto Mamma dice in prima esecuzione il 30 novembre 2007 al Teatro Giuditta Pasta di Saronno.
Il suo Oratorio Passio et Resurrectio è stato eseguito il 14 marzo 2008 presso la Basilica del Corpus Domini di Milano.
Nel maggio 2008 su invito del Movimento Italiano Genitori, con il patrocinio del Ministero delle politiche per la famiglia e dal Ministero della salute, dirige il Concerto per la vita che ascolta - Musicoterapia in gravidanza IV edizione - eseguendo la sua opera Cantica Faceta presso il Teatro Flaiano di Pescara.
È stato invitato come compositore nell’ambito del Padiglione Italia/Abruzzo della 54ª Biennale Internazionale d’Arte di Venezia – curato da Vittorio Sgarbi a ispirare l’happening dell’opera l’arte è cosa (mia) nostra di Anna Seccia.
Il suo musicale Alice nel paese delle meraviglie è stato rappresentato nell'ambito del progetto Music Gate promosso dal Dipartimento per la gioventù della Presidenza del Consiglio dei Ministri.
È autore della colonna sonora del dvd documentario Una storia senza fine? AquilAbruzzo TendAtelier relativo all’originale esperienza estetica pittorica praticata da artisti abruzzesi e dai terremotati aquilani, con le testimonianze del Presidente della Repubblica Giorgio Napolitano.
Tra i suoi interpreti: I solisti Aquilani, Orchestra Sinfonica della Provincia di Catanzaro, Orchestra Sinfonica di Pescara, Orchestra del Teatro Marrucino di Chieti, Orchestra Sinfonica Mario Nascimbene, Orchestra Internazionale d'Italia, Cappella Ars Musicalis, Robert North, Simona Atzori, Enrico Beruschi, Josè Maria Sciutto, Donato Renzetti.
In occasione del Progetto Syrano – Alta Formazione Orchestrale – patrocinato e promosso dalla Presidenza del Consilio dei Ministri, il Maestro è stato invitato quale direttore dell’Orchestra sinfonica giovanile ad inaugurare il progetto con la pianista di fama internazionale Anna Kravtchenko.
Ha diretto l’Orchestra Europea per la Pace nell’elegante e prestigiosa sala dell’Aula Magna dell’Università La Sapienza di Roma con l’Alexian Group di Santino Spinelli alla presenza della stampa internazionale. Il concerto si è tenuto nell’ambito delle celebrazioni del 60º anniversario dei Trattati di Roma che hanno dato inizio all’Unione Europea.
Nel 2018 è istituito il premio internazionale Antonio Cericola Award per musica, teatro, danza, poesia, pittura e scultura, cinema.
Uniche nel panorama compositivo internazionale sono le sue composizioni per interpreti di tutte le età (dai 4 anni) concepite per solista e orchestra. Su questo genere ha scritto e pubblicato oltre 100 libri per tutti gli strumenti e registri vocali. Le opere del Maestro sono pubblicate e distribuite in tutto il mondo da Sheet Music Plus Hal Leonard Stati Uniti, Suvini Zerboni, Pagano, Vecchio Mulino, Il mio libro Gruppo editoriale l’Espresso, Lulu Enterprises, Amazon…
Per volontà degli artisti che a vario titolo hanno preso parte alle produzioni delle opere scritte da Antonio Cericola è nata a Pescara nel 2008 l'Accademia delle Arti "Antonio Cericola" che annovera tra i suoi docenti artisti di fama internazionale.

## Composizioni

### Voce
- Sempre - Tre liriche per voce e pianoforte (anche nella versione con orchestra o quintetto d'archi).
  - Vorrei
  - Notte
  - Sempre - Versi di Antonio Cericola
- Il tuo canto - Cinque liriche per voce e pianoforte (anche nella versione con orchestra o quintetto d'archi)
  - Accenti
  - Universi
  - Echi
  - Infinito
  - Il tuo canto - Versi di Sandro Bernabei
- I quattro elementi - Quattro liriche per voce e orchestra d'archi
  - Aria
  - Acqua
  - Terra
  - Fuoco - Versi di Sandro Bernabei
- Ave Maria - Per soprano o tenore e orchestra d'archi
- Requiem - Per soprano o tenore e orchestra d'archi
- Tre romanze dialettali - Per voce e pianoforte (anche nella versione con orchestra o quintetto d'archi)
  - Amore mè
  - Screditate *
  - Luntane - Versi di Antonio Cericola e * Ercole Rucci
- Musica ignota - Nove liriche per voce e pianoforte (anche nella versione con orchestra o quintetto d'archi)
  - Malinconia
  - Ninna nanna
  - La sera fiesolana
  - Notturnino
  - Il vento scrive
  - Notte bianca
  - L'ombra
  - O falce di luna calante
  - Musica ignota - Versi di Gabriele D'Annunzio

### Voci bianche
- Il Gatto con gli stivali - Favola musicale per voce recitante, voci bianche e orchestra da camera (1.1.1.1 - 1. 2. 1. 0. - Perc. - A.)
  - Il vecchio mulino
  - L'asinello
  - Il mio gatto
  - Sono io il gatto
  - Sua maestà
  - Il marchese di Carabà
  - L'orco Ezechiele
  - La bella principessa
  - Nulla vale la ricchezza - Versi di Antonio Cericola
- Biancaneve - Favola musicale per voce recitante, voci bianche e orchestra da camera (1.1.1.1 - 1. 2. 1. 0. - Perc. - A.)

- Come la neve
- Specchio delle mia brame
- Sempre tu sei la più bella
- Non più tu sei la più bella
- Or nel bosco
- I nanetti nel boschetto
- Mangia la mela!
- Dormi, bambina...
- Ti ho trovata
- Sei meschina
- Epilogo - Versi di Antonio Cericola
- Cappuccetto Rosso - Favola musicale per voce recitante, voci bianche e orchestra da camera (1.1.1.1 - 1. 2. 1. 0. - Perc. - A.)

- Non fermarti!
- Per il bosco me ne vo'
- Il lupo birbaccione
- Che brava bambina
- Che boccone inaspettato
- Buonasera a te, nonnina!
- Per mangiarti meglio
- Arriva il cacciatore
- Il lupo più non c'è - Versi di Antonio Cericola
- Missa brevis in re maggiore  - Per soli, coro, voci bianche e orchestra (2.2.2.2. - 2.2.1.0. - tp - A. 7.5.4.4.2.)
  - Kyrie
  - Gloria
  - Credo
  - Sanctus/Benedictus
  - Agnus Dei
- Dall'Oratorio di Natale 
  - Angelus
  - Ninna nanna a Gesù Bambino
  - Transeamus
  - Puer natus
  - Notte di Natale
  - Cantate Domino
  - Exultate Deo
- Dalla Passio et resurrectio Domini Nostri

- Lux in tenebris lucet
- Crucifige!
- Ecce homo!
- Miserere
- Miser!
- Stabat Mater
- Cantate Domino
- Exultate Deo

### Coro
- Alleluia - (s. a. t. b.)
- Ave Maria - (s.1 s.2 a .t .b.)
- O quam amabilis - (s. a. t. b.)
- Ah! Ah! Ah! - (s. a. t. b.)
- Beviamo! - (s. a. t. b.)
- Orsù, venite al ballo! - (s. a. t. b.)
- Paese mè - per coro e orchestra (2.2.2.2. - 2.2.1.0. - tp - A. 7.5.4.4.2.)
- Resurrexit! - Per coro e orchestra d'archi
- Ave verum - Per coro e orchestra d'archi
- Ecce panis angelorum - Per coro e orchestra d'archi
- Missa brevis in re maggiore - Per soli, coro, voci bianche e orchestra (2.2.2.2. - 2.2.1.0. - tp - A. 7.5.4.4.2.)
- Requiem - (s.1 s.2 a. t. b.)
- Tre composizioni dal balletto Dedalo - Per coro e orchestra d'archi

- Stabat Mater
- Miser
- Uxor tua
- Dall'Oratorio di Natale

- Puer natus
- Ninna nanna a Gesù bambino
- Cantate Domino
- Exultate Deo
- Passio et resurrectio Domini nostri - Oratorio per voce recitante, soli, coro, voci bianche e orchestra (1.1.1.1. - 2.0.1.0. - Perc. -Tp. A. 7.5.4.4.2)

- Lux in tenebris lucet
- Ecce homo!
- Crucifige!
- Miser!
- Stabat Mater
- Ave Maria
- Elì, Elì
- Miserere
- Agnus Dei
- O quam amabilis
- Cantate Domino
- Exultate Deo
- Cantica faceta - Per soli, coro, voci bianche, orchestra (1.1.1.1. - 2.0.1.0. - Perc. -Tp. A. 7.5.4.4.2), danzatori e movie-clip

- Gaudeamus igitur
- Da mi basia mille
- Cur suspectum
- Hoc usque me miseram
- Odi et amo
- Ave color vini clari
- Pransus sum festine
- Cucù
- Fiumi di birra
- Tempus hoc laetitiae
- Nunc est bibendum
- Sile fragor
- Carpe diem

### Strumento
- Ricordi d'infanzia - Dieci composizioni per giovani pianisti
- Tre piccoli pezzi per pf
- Quattro piccoli studi per pf
- Sei piccoli preludi per pf
- Sei studi per pf
- Quattro preludi per pf
- Arabesque per pf
- Sonatina per pf
- Fogli d'album per pf
- Petite suite per pf
- Agitato per pf
- Folletto per pf
- Tema in re maggiore - Per violino, pianoforte e archi
- Tema in si minore - Per viola e pianoforte
- Suite dal balletto Carpe Diem - Per pianoforte, percussioni e orchestra d'archi

- Rinascita della vita
- Primavera
- Giovinezza spensierata
- Da mi basia mille
- Abbandono
- Gelosia
- Il bruco e la farfalla
- Il vero amore
- Estate
- L'ascolto
- Danza delle ore
- Autunno
- Malinconia
- Raggio di sole
- Inverno

### Orchestra
- Dimensioni - Fantasia sinfonica (2.2.2.2. - 2.2.1.0. - tp - perc. - A. 7.5.4.4.2.)
- Veronica - Per pianoforte e orchestra d'archi
- Maria - Per pianoforte e orchestra d'archi

### Opera
- Le avventure di Pinocchio - Favola lirica in due atti su libretto di Sandro Bernabei

- Nascita di Pinocchio
- Mangiafuoco
- Il Gatto e la Volpe
- L'Osteria del Gambero Rosso
- Pinocchio e la Fata
- Verso il Paese dei Balocchi
- Asinlandia
- Nel ventre della balena
- Pinocchio diventa bambino
- Concertato finale

### Balletto
- Dedalo- Balletto per danz-attori, voce recitante, coro e orchestra d'archi

- Stabat mater
- Passo a due
- Miser
- Sfera
- Maternità
- Questo amore
- Adagio
- Uxor tua
- Carpe Diem - Balletto per danzatori, attori, pianoforte, percussioni e orchestra d'archi

- Rinascita della vita
- Primavera
- Giovinezza spensierata
- Da mi basia mille
- Abbandono
- Gelosia
- Il bruco e la farfalla
- Il vero amore
- Estate
- L'ascolto
- Danza delle ore
- Autunno
- Malinconia
- Raggio di sole - Inverno
- Mamma dice... - Balletto per danzatori, attori, percussioni e orchestra d'archi

## Scritti
- Autoanalisi, in Enciclopedia Italiana dei compositori contemporanei, a cura di Renzo Cresti, Volume I, Napoli, 1999, Flavio Pagano editore.

## Discografia
- Ninna nanna a Gesù Bambino; Resurrexit; Alleluia Composizioni incise nell'Opera discografica IL CANTO CORALE

patrocinata dal Ministero per i Beni Culturali ed Ambientali a cura di Alfonso Belfiore e Maria Simonetta Pardini
IIAT - Vecchio Mulino Produzioni Edizioni Musicali 1993
- Adagio for strings, Flavio Pagano Editore

Musica di Antonio Cericola, CD Allegato al volume Enciclopedia Italiana dei compositori contemporanei. Donato Renzetti, direttore, 1999
- Zoo (Live Version Concert Theme) Colonna sonora del film del 1988 diretto da Cristina Comencini - Musica di Marco Werba - Orchestra Sinfonica Mario Nascimbene - direttore Antonio Cericola
- Abruzzo in musica, Contaminazioni

CD Allegato alla rivista VARIO luglio 2018

## Arrangiamenti ed orchestrazioni
- John Lennon ed i Beatles Concerto Teatrale per orchestra da camera, cantanti e voce recitante (Teatro Fenaroli, Lanciano 26 settembre 2000). Arrangiamenti e trascrizioni realizzati con Maurizio Fabrizio.
- Le più belle canzoni di Antonio Di Jorio Armonizzazione per coro a 4 voci ed orchestrazione per solisti, coro e orchestra sinfonica.